# Fabrice Olinga
Fabrice Olinga Essono (* 12. Mai 1996 in Douala) ist ein kamerunischer Fußballspieler. Der Stürmer steht bei Royal Excel Mouscron unter Vertrag und ist A-Nationalspieler.

## Karriere

### Vereine
Olinga wechselte 2011 vom RCD Mallorca in die Jugend des FC Málaga. Dort rückte er 2012 in den Profikader und hatte erste Einsätze in der Primera División. Gleich bei seinem ersten Einsatz erzielte er am 18. August 2012 im Alter von 16 Jahren das entscheidende Tor beim 1:0-Sieg gegen Celta Vigo und wurde damit zum jüngsten Torschütze der Primera División.
Im Januar 2014 wechselte Olinga zum zyprischen Verein Apollon Limassol, der ihn direkt bis Saisonende an den SV Zulte Waregem weiterverlieh. Für den niederländischen Verein bestritt er sieben Spiele in der Eredivisie. Nach seiner Rückkehr kam er für Limassol am 1. Dezember 2014 beim 1:0-Sieg bei Anorthosis Famagusta zu seinem einzigen Einsatz in der First Division.
Im Februar 2015 wechselte Olinga zu Sampdoria Genua in die italienische Serie A. Dort verlieh man ihn bis Saisonende an den FC Viitorul Constanța nach Rumänien, für den er jedoch nicht zum Einsatz kam. Zur Saison 2015/16 wurde er an den belgischen Erstligisten Royal Excel Mouscron verliehen, für den er siebenmal zum Einsatz kam. Anschließend wurde Olinga von Mouscron fest verpflichtet.

### Nationalmannschaft
Olinga debütierte am 14. Oktober 2012 gegen Kap Verde in der kamerunischen Nationalmannschaft. Bei diesem Spiel wurde er in der 69. Minute für Mohamadou Idrissou eingewechselt und erzielte in der 90. Minute das Tor zum 2:1-Endstand. Am 2. Juni 2014 wurde er von Trainer Volker Finke für den Kader Kameruns bei der Weltmeisterschaft 2014 in Brasilien nominiert. Er war der jüngste Spieler in einem Kader der WM-Teilnehmer, kam jedoch in keinem der drei Gruppenspiele seiner Mannschaft zum Einsatz.